# Canario Negro (Dinah Drake)
Canario Negro (Dinah Drake) es una superheroína ficticia que aparece en los cómics estadounidenses publicados por DC Comics. Creado por el equipo de escritores y artistas de Robert Kanigher y Carmine Infantino, el personaje debutó en Flash Comics # 86 (agosto de 1947) como el primer Canario Negro en la Edad de Oro de los cómics.
Una de las primeras superheroínas de DC, Canario Negro ha aparecido como parte de la Sociedad de la Justicia de América. Participó en aventuras de lucha contra el crimen con su interés amoroso (y eventual esposo), el detective de Gotham City Larry Lance. Ella y Larry también son los padres de Dinah Laurel Lance, quien sucede a la primera como Canario Negro en las narrativas post-Crisis. Inicialmente, el personaje era una luchadora cuerpo a cuerpo sin superpoderes que a menudo se hacía pasar por un criminal para infiltrarse en bandas criminales. Sin embargo, desde el lanzamiento de The New 52, las dos identidades del legado de Canario Negro se han fusionado, y Dinah Drake posee el grito metahumano de Dinah Lance.
Dinah Drake es interpretada por Juliana Harkavy dentro del Arrowverso principalmente en el programa Arrow. Por separado, Alex Kingston interpretó a Dinah Lance, la madre de Laurel y Sara Lance. El papel de Dinah Drake como la primera Canario Negro, que le entrega el papel a Dinah Laurel Lance, se adapta a Sara Lance (Caity Lotz), la hermana de Laurel.

## Historial de publicaciones
Robert Kanigher y Carmine Infantino crearon el personaje en 1947 para aparecer en Flash Comics como personaje secundario. Apareciendo primero como un luchador contra el crimen clandestino que se infiltra en organizaciones criminales para romperlas desde adentro, Black Canary fue dibujado con medias de red y una chaqueta de cuero negro para connotar imágenes de un personaje femenino sexualizado pero fuerte. Apareció como un personaje en una historia de respaldo con Johnny Thunder:

"Estaba dibujando a Johnny Thunder, que no era un gran personaje. Supongo que podría haber sido mejor porque su 'Thunderbolt' era interesante, pero las situaciones en las que se encontraban eran bastante juveniles. Bob Kanigher escribió esas historias, y no tenía respeto por los personajes. Estas historias no eran ni de lejos tan buenas como las de "The Flash". DC lo sabía; sabían que "Johnny Thunder" era un perdedor, así que Kanigher y yo incorporamos a Canario Negro a la serie. Inmediatamente consiguió una buena respuesta, y fue, 'Adiós, Johnny Thunder'. Nadie lo extrañaba ".
Carmine Infantino

Según Amash & Nolen-Weathington (2010), Canario Negro es "realmente" el "primer personaje" de Carmine Infantino. Según el artista: "Cuando Kanigher me dio el guión, le dije: '¿Cómo quieres que la dibuje?' Él dijo: "¿Cuál es tu fantasía de una chica guapa? Eso es lo que quiero". ¿No es una gran línea? Así que eso es lo que hice. La hice fuerte en carácter y sexy en forma. La parte divertida es que años después, mientras estaba en Corea en un viaje de National Cartoonists, conocí a una bailarina que era exactamente la imagen del Canario Negro. Y salí con ella durante tres años.
Bob no me pidió un boceto de personaje [para Canario Negro]. Me tenía mucho respeto, debo decirlo. Siempre confió en mi trabajo... Bob amaba mi diseño de Canario Negro".

## Biografía ficticia
Dinah Drake hizo su debut en Flash Comics # 86 (agosto de 1947) como personaje secundario en el largometraje "Johnny Thunder", escrito por Robert Kanigher y dibujado por Carmine Infantino. Inicialmente apareció como una villana. Johnny se enamora instantáneamente de ella y es reprochado por su Thunderbolt. Más tarde se revela que Dinah se ha estado infiltrando en una banda criminal.
En Flash Comics # 92 (febrero de 1948) tiene su propia antología, "Canario Negro", en sustitución de "Johnny Thunder". La nueva serie desarrolló la historia de fondo de Canario Negro: Dinah Drake era una florista de cabello negro enamorada de Larry Lance, un detective del Departamento de Policía de Gotham City. Conoce por primera vez a la Sociedad de la Justicia de América en All Star Comics # 38 (diciembre de 1947-enero de 1948), uniéndose a ellos en All Star Comics # 41 (junio-julio de 1948). Los enemigos de Canario Negro incluyen el acto de circo criminal Carno y sus Jinetes Enmascarados, y la Orden Sagrada del Crimson Crystal.
Canario Negro revivió con los otros personajes de la Edad de Oro durante la década de 1960. En estas historias, se establece retroactivamente que vive en el mundo paralelo de Tierra-2 (hogar de las versiones de DC de la Edad de Oro de sus personajes). Casada con Larry lanza desde 1950, participa en el equipo Dina-ups anuales entre la Sociedad de la Justicia y la Liga de la Justicia de América de Tierra-Uno.
En un equipo de JLA / JSA de 1969 contra la criatura estelar rebelde Acuario, que desterró a los habitantes de la Tierra-2 (excepto la JSA) a otra dimensión, Larry Lance muere salvando la vida de Dinah y Acuario es derrotado. Apesadumbrada, Canario se muda a Tierra-1 y se une a la Liga de la Justicia. Ella comienza una relación con el colega de JLA Green Arrow y descubre que ha desarrollado un grito ultrasónico, el "llanto de canario".
Canario Negro forma equipo con Batman cinco veces en The Brave and the Bold y una vez con Superman en DC Comics Presents. Apareciendo frecuentemente como invitada en la función de respaldo "Green Arrow" de Action Comics, fue una característica de respaldo en World's Finest Comics # 244 (abril-mayo de 1977) al # 256 (abril-mayo de 1979) (cuando el título estaba en formato Dollar Comics). La historia de fondo de Canario Negro apareció en DC Special Series # 10 (abril de 1978). Después de la función "Canario negro" en World's Finest Comics, aparece como invitada en su función "Green Arrow" y en Detective Comics.
Una historia en Justice League of America # 219-220 (octubre y noviembre de 1983) sirvió para explicar el origen de los nuevos poderes de grito sónico de Canario Negro y, además, por qué seguía pareciendo joven a pesar de estar activa desde finales de la década de 1940 (lo que la hacía casi 60 años). Se estableció que durante la década de 1950, ella y Larry tuvieron una hija, Dinah Laurel Lance, que fue maldecida por el Mago con un grito sónico devastador. Su madre esperaba que el Thunderbolt de Johnny Thunder pudiera curarla, pero el Thunderbolt solo pudo mantener a la joven Dinah en animación suspendida en su propia dimensión. Para aliviar su dolor, el Thunderbolt alteró los recuerdos de la tragedia, dejando que todos creyeran que la hija de Dinah simplemente había muerto. Después de la batalla con Acuario, Dinah descubrió que se estaba muriendo por la exposición a la radiación y pidió ver la tumba de su hija por última vez. Al mostrar el cuerpo de su hija, todavía en animación suspendida, pero ahora adulta, Dinah deseaba poder ser su sucesora de alguna manera. El Superman de Tierra-1 y el Thunderbolt concibieron una solución y transfirieron los recuerdos de Dinah al cuerpo de su hija para que pudiera seguir luchando como Canario Negro.
En 1984 se planeó una miniserie de Canario negro del escritor Greg Weisman y el artista Mike Sekowsky. Aunque su primer número fue escrito a lápiz, el proyecto se archivó debido al uso del personaje en la famosa Green Arrow: The Longbow Hunters del escritor y artista Mike Grell en serie. Los elementos del proyecto se utilizaron en el cortometraje de Weisman, DC Showcase: Green Arrow.

### The New 52
Dinah Drake asumió el manto de Canario Negro nuevamente en 2011, cuando DC reinició su continuidad con The New 52.